# Lê Duy Thước
Lê Duy Thước (1918–1997) là một nhà khoa học nông nghiệp và nhà giáo người Việt Nam.

## Thân thế
Lê Duy Thước sinh tại xã Diễn Quảng, huyện Diễn Châu, tỉnh Nghệ An ngày nay. Thuở nhỏ, ông vào Hà Tĩnh học ở trường Hương Sơn, rồi về Diễn Châu học tiếp tiểu học. Do ảnh hưởng từ phong trào Xô viết Nghệ Tĩnh, ông được gia đình cho ra Hà Nội học tập ở trường tư thục Lyceum Hồng Bàng (phố Hàng Trống). Năm 1933, ông cùng bạn thân Vũ Văn Chuyên tham gia đoàn hướng đạo sinh Hồng Đức. Năm 1934, do trường học đóng cửa, ông chuyển sang trường Tư thục Thăng Long, đỗ Tú tài bán phần và tiếp tục học trung học ở trường Albert Sarraut.
Năm 1938, ông lấy bằng Tú tài Toán và được tuyển thẳng vào Đại học Y Đông Dương nhờ tốt nghiệp xuất sắc. Tuy nhiên, ông lựa chọn theo học tại trường Cao đẳng Nông lâm do thời gian học ngắn hơn. Năm 1943, ông tốt nghiệp Đại học bằng kỹ sư canh nông và được bổ nhiệm làm Giám đốc Canh nông tỉnh Quảng Nam. Năm 1944, ông xuất bản công trình nghiên cứu khoa học đầu tay Quảng Nam Canh nông chí và được Tạ Quang Bửu cử làm Hướng đạo trưởng hướng đạo tỉnh Quảng Nam.

## Cuộc đời
Tháng 3 năm 1945, ông được Hà Mão và Huỳnh Lý giới thiệu làm Ủy viên Tuyên truyền của Quảng Nam lâm thời Dân ủy ban, một tổ chức bí mật đặt dưới sự chỉ đạo của Mặt trận Việt Minh. Tháng 5, ông được Tạ Quang Bửu mời làm Chánh văn phòng Bộ Thanh niên của Nội các Trần Trọng Kim do Phan Anh làm Bộ trưởng. Trong khoảng thời gian này, ông vẫn tiếp tục tham gia phong trào Hướng đạo.
Tháng 9, ông ra Hà Nội, công tác ở Bộ Quốc phòng. Tháng 11, ông cùng Trần Duy Hưng, Vương Trọng Thành, Nguyễn Văn Lượng,... là đại diện Hội Hướng đạo Việt Nam gặp mặt Chủ tịch Hồ Chí Minh. Toàn quốc kháng chiến bùng nổ, ông di chuyển về Nghệ An tiếp tục công tác nghiên cứu. Năm 1947, ông được kết nạp vào Đảng Cộng sản Đông Dương.
Ngày 14 tháng 4 năm 1950, ông cùng Dương Hồng Hiện được Chủ tịch Hồ Chí Minh bổ nhiệm làm Phó Đổng lý Văn phòng Bộ Canh Nông. Ngày 17 tháng 11, ông được kiêm nhiệm chức vụ Giám đốc Sở doanh điền (trước là Nha khẩn hoang di dân).
Tháng 7 năm 1951, ông là một trong 21 thành viên của Đoàn LX51 được Chính phủ Việt Nam cử sang Liên Xô học tập các ngành khoa học. Ông học tập tại Học viện Nông nghiệp K. A. Timiriazev (Moskva). Năm 1955, ông về nước, công tác tại Bộ Nông nghiệp.
Tháng 10 năm 1958, ông được Chính phủ cử làm đại biểu tham gia Hội đồng Tương trợ Kinh tế (SEV) ở Moskva và được phép ở lại 2 tháng để bảo vệ Luận án Phó tiến sĩ khoa học tại Học viện K. A. Timiriazev. Ông bảo vệ luận án Phó tiến sĩ thành công với công trình Kỹ thuật tăng năng suất bông ở nước Việt Nam Dân chủ Cộng hòa vào tháng 10 năm 1958.
Sau khi về nước, ông làm Phó Giám đốc Học viện Lâm Nông, kiêm Chủ nhiệm Khoa Trồng trọt. Năm 1960, ông là Trưởng bộ môn Canh tác học. Năm 1964, ông trúng cử Quốc hội khóa III, được bầu làm Ủy viên Ủy ban Kế hoạch và Ngân sách của Quốc hội (3 tháng 7 năm 1964). Năm 1965, ông được điều về Bộ Nông lâm, phụ trách công tác Vụ trưởng Vụ Trồng trọt, Viện trưởng Viện Nông hóa và Thổ nhưỡng. Năm 1976, ông được bổ nhiệm làm Hiệu trưởng trường Đại học Nông nghiệp I (đến năm 1983). Ngay trong năm 1976, ông đã chủ trương thành lập Khoa Quản lý ruộng đất (nay là Khoa Tài nguyên và Môi trường), là nơi đầu tiên đào tạo kỹ sư ngành Quản lý đất đai. Bằng những cống hiến của bản thân, ông được coi là "ông tổ" của ngành Khoa học đất Việt Nam.
Năm 1982, ông được bầu làm Phó Chủ tịch Liên hiệp các Hội Khoa học và Kỹ thuật Hà Nội khóa I (1982–1988). Năm 1984, ông là chuyên viên Viện Quy hoạch và Thiết kế nông nghiệp, được Hội đồng Bộ trưởng giao nhiệm vụ Chủ nhiệm chương trình nhà nước Xây dựng cơ sở khoa học của quy hoạch phát triển kinh tế - xã hội vùng Tây Nguyên (1984–1988).

## Qua đời
Từ 1983 đến 1997, ông nghỉ hưu tại Hà Nội nhưng vẫn tham gia hướng dẫn cao học, hướng dẫn Nghiên cứu sinh ngành Quản lý ruộng đất, Nông hoá thổ nhưỡng, Khoa học đất tại khoa Quản lý ruộng đất, trường Đại học Nông nghiệp I.
Ông mất ngày 7 tháng 11 năm 1997 và được an táng tại nghĩa trang trong khuôn viên Đại học Nông nghiệp I, nơi ông gắn bó một nửa cuộc đời mình với sự nghiệp nông nghiệp và phát triển nông thôn.

## Tặng thưởng
Năm 1980, ông được phong hàm Giáo sư. Năm 1988, ông được tặng danh hiệu Nhà giáo Nhân dân.
Năm 2000, công trình Điều tra - Phân loại - Lập bản đồ đất Việt Nam do các nhà khoa học Lê Duy Thước, Cao Liêm, Vũ Cao Thái, Trần Khải, Vũ Ngọc Tuyên, Tôn Thất Chiểu, Đỗ Đình Thuận và hàng trăm cộng sự thực hiện (từ năm 1956 đến năm 1996) được trao Giải thưởng Hồ Chí Minh về Khoa học nông nghiệp.
Tên của ông được đề xuất đặt cho một con đường ở thành phố Vinh.